# 克夏拉湖
56°24′55″N 42°17′22″E / 56.4153°N 42.2894°E

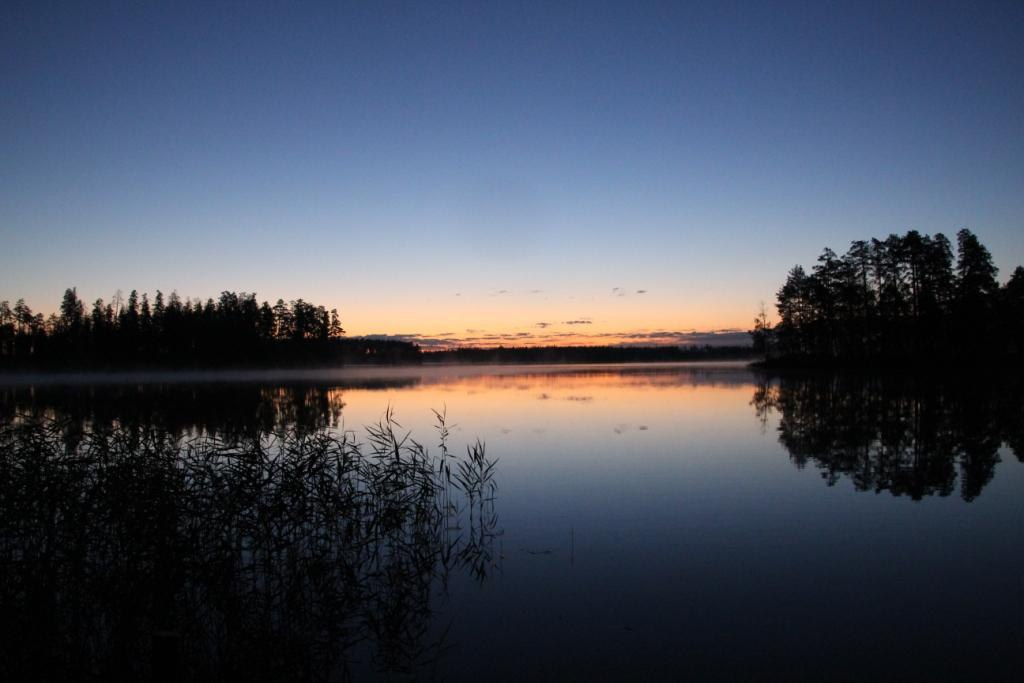

克夏拉湖（俄语：Кщара），是俄羅斯的湖泊，位於該國西部弗拉基米爾州，由維亞茲尼基區負責管轄，面積1.32平方公里，海拔高度91.2米，最大水深65米。